# Eutrichota woodi
Eutrichota woodi är en tvåvingeart som beskrevs av Griffiths 1984. Eutrichota woodi ingår i släktet Eutrichota och familjen blomsterflugor. Inga underarter finns listade i Catalogue of Life.